# Хоргелок
Хоргело́к — деревня в Боханском районе Иркутской области. Входит в состав муниципального образования «Укыр».

## География
Находится на левом берегу реки Иды в 29 км к востоку от районного центра, посёлка Бохан, и в 1,5 км к югу от центра сельского поселения — села Укыр.

## Население
| 2002 | 2010 | 2011 | 2012 |
| ---- | ---- | ---- | ---- |
| 191  | ↘189 | →189 | ↘184 |